# Hellmuth Friedrich von Hobe
Hellmuth Friedrich von Hobe (* 15. August 1776 in Goldebee; † 5. Juni 1843 in Parchim) war ein deutscher Instanzrichter.

## Leben
Hellmuth Friedrich von Hobe war ein jüngerer Sohn des Gutsbesitzers Joachim Friedrich von Hobe († 1784) und dessen Frau Friederike, geb. von Hopfgarten († 1776), die infolge seiner Geburt im Kindbett starb.
Er wurde zunächst von seiner Stiefmutter, einer geb. von Rumohr, aufgezogen und genoss dann eine Pagenerziehung am Braunschweiger Hof. Aus diesem Grunde besuchte er als höhere Schule das Collegium Carolinum in Braunschweig. Ab Herbst 1794 studierte er Rechtswissenschaften an der Universität Rostock, der Universität Jena und ab 1797 in Erlangen; um die Jahrhundertwende kehrte er nach Rostock zurück, um sein Studium zu beenden. In Rostock wurde er bereits 1794 Mitglied eines Kränzchens von Vandalen und Mitglied des Studentenordens der Constantisten,  der in Rostock zumindest bis 1832 als Loge fortbestand. Nach dem Studium wurde er 1799 Auditor der Herzoglichen Justizkanzlei Rostock und 1801 Kanzleirat. Er wurde 1806 zum wirklichen Justizrat ernannt. Nach dem Austritt Mecklenburgs aus dem Rheinbund 1813 zog er mit jüngeren studentischen Freiwilligen gemeinsam mit einem frisch gebildeten Korps freiwilliger Jäger in die Befreiungskriege. Am 1. Oktober 1818 wurde von Hobe, nominiert von Mecklenburg-Strelitz, Vizepräsident des neu errichteten gemeinsamen Großherzoglich Mecklenburgischen Oberappellationsgerichts in Parchim unter dem Präsidenten Christian von Nettelbladt. Er blieb 1840 beim Umzug des Oberappellationsgerichts nach Rostock in Parchim und verbrachte dort seinen bereits 1837  angetretenen Ruhestand. 
Hellmuth Friedrich von Hobe war nicht verheiratet. In seiner gesamten Zeit in Parchim lebte er in einer kleinen 3-Zimmer-Wohnung im Offizialhaus des Präpositus Carl Daniel Hermes (1767–1847), dessen erste Ehefrau wenige Tage nach von Hobe verstarb und neben ihm auf dem Friedhof beigesetzt wurde. Zeit seines Lebens förderte er aus eigenen Geldmitteln freigiebig bedürftige Konfirmanden jährlich am Palmsonntag und gewährte Schülern und Studenten Studienbeihilfen und Stipendien.

## Mitgliedschaften
- Ehrenmitglied der Mecklenburgischen Naturforschenden Gesellschaft (1822)
- Ehrenmitglied des Mecklenburgischen Patriotischen Vereins (1839)
- Verein für mecklenburgische Geschichte und Altertumskunde (1835)